# Pont Bạch Đằng
El pont Bạch Đằng (en vietnamita: Cầu Bạch Đằng) és un pont atirantat que travessa el riu Bạch Đằng a la província de Quảng Ninh, el Vietnam. És un dels ponts més llargs del Vietnam.

## Descripció
El pont Bach Dang travessa el riu Bach Dang en l'autopista Ninh Binh-Hai Phong-Quang Ninh, que connecta la província de Quang Ninh amb la de Hai Phong. El pont és el punt final de l'autopista Ninh Binh-Hai Phong-Quang Ninh, amb el seu extrem nord en la comuna de Lien Vi, Quảng Yên de la província de Quang Ninh, i el seu extrem sud en el barri Dong Hai 2 del districte de Hải An, en Hai Phong. Amb quatre tirants i més de 3 km, és un dels ponts més llargs del Vietnam.

## Construcció
En 2012, la província de Quang Ninh va aprovar un nou projecte d'una empresa japonesa que proposava un disseny atirantat d'acer en lloc del disseny original de pont de formigó pretesat que s'estava considerant. El 15 de gener de 2015 va tenir lloc la cerimònia de col·locació de la primera pedra del que llavors s'estimava en 7,6 bilions de dongs (quasi 300 milions d'euros). Com a creadors del disseny inicial, la empresa japonesa també supervisaria la construcció del pont sota un model de construcció-operació-transferència amb l'objectiu de quatre carrils de trànsit. L’abril de 2018, es va instal·lar la biga final en el pont, convertint-lo en el primer pont atirantat fabricat pel Vietnam i guanyant-se el sobrenom de «pont Made in Vietnam». Es diu que les tres torres en forma d'H del pont simbolitzen les tres ciutats de Hanoi, Ha Long i Hai Phong, a les quals ajuda a connectar.

## Operació
Amb la seva obertura, es calcula que reduirà la distància de conducció entre Quang Ninh i Hanói de 175 km a 125 km. El novembre de 2018, va créixer la preocupació pel desnivell de la superfície de la carretera, però les autoritats la van considerar segura per als automobilistes. Al cap d'un any de trànsit, Quang Ninh va estimar que el pont tenia una mitjana d’11.000 vehicles al dia. En 2020, es va dur a terme un estudi sobre les vibracions induïdes pel vent en els cables del pont.